# Eneko Pou
Eneko Pou Azkarraga (Vitoria, 17 de marzo de 1974) es un deportista de escalada libre español, que ha superado vías de dificultad 8a, 8b y 8c. Combina este deporte con el alpinismo, el esquí extremo y la escalada en hielo. Junto a su hermano Iker forman una de las mejores cordadas de escalada libre del planeta. 
Ha tenido varios papeles en cine y TV. En 2003, Eneko y su hermano Iker se propusieron el reto llamado "7 Paredes 7 Continentes": su objetivo era conquistar la vía más difícil de la pared más infranqueable de cada uno de los 7 continentes mediante técnicas de escalada libre.
Ha sido nominado en 6 ocasiones a los Piolet de oro. Por su trayectoria, la Federación Española de Deportes de Montaña y Escalada (FEDME) le concedió, junto a su hermano un premio especial por «la multitud de actividades que han tenido como denominador común el alto nivel deportivo, así como su actitud ejemplar en la montaña».
En 2008 fue premiado con el premio Euskadi del deporte por el Gobierno Vasco por «su reto de '7 paredes 7 continentes', por el que han sido reconocidos en el apartado Imagen Vasca».

## Palmarés

### 2013
- Funda una nueva ruta en Margalef

Cataluña (España)
- Funda una nueva ruta en Montserrat

Montserrat (Antillas Menores, Las Antillas)
- Ascenso: Cerror Torre - Ruta Ferrari

Patagonia

### 2012
- Proyecto: Red Bull Psicobloc

Junto con 4 de los mejores escaladores locales, los hermanos Pou llevaron la escalada en roca al límite
Patagonia

### 2011
- Crea una nueva vía: La classica moderna

Vertiente sur del Mont Blanc (Italia).

### 2009
- Mejor deportista, Asociación de Prensa Deportiva de Álava.

### 2008
- Premio diario Marca: Mayor aventura: expedición Antártica

España.

## Premios y nominaciones
| Año  | Premio        | Causa             | Resultado |
| ---- | ------------- | ----------------- | --------- |
| 2000 | Piolet de oro | Alpinismo en roca | Nominado  |